# 胡里卜蓋
胡里卜蓋是非洲北部國家摩洛哥的城市，由沙維雅-瓦拉迪格大區負責管轄，距離首都拉巴特206公里，海拔高度820米，建城於1923年，該地區出產磷酸鹽，2004年人口166,397。

## 外部連結
- The official portal of Khouribga （页面存档备份，存于）

32°53′N 6°54′W / 32.883°N 6.900°W